# (107054) Daniela
(107054) Daniela est un astéroïde de la ceinture principale.

## Description
(107054) Daniela est un astéroïde de la ceinture principale. Il fut découvert le 1er janvier 2001 à l'observatoire d'Ondřejov  par Peter Kušnirák. Il présente une orbite caractérisée par un demi-grand axe de 2,25 UA, une excentricité de 0,18 et une inclinaison de 5,1° par rapport à l'écliptique.